# Hegar-Zeichen
Das Hegar-Zeichen oder Hegarsche Zeichen ist ein nach dem Gynäkologen Alfred Hegar benanntes wahrscheinliches Schwangerschaftszeichen zur Frühdiagnose der Schwangerschaft. Im zweiten und dritten Schwangerschaftsmonat ist der Bereich des Isthmus uteri, der zwischen Gebärmutterkörper (Corpus uteri) und dem Gebärmutterhals (Cervix uteri) liegt, beim Betasten (Palpation) weicher und leichter komprimierbar. Die Ursache ist eine sich verändernde Zusammensetzung des Bindegewebes im Verlauf der Schwangerschaft aufgrund der Aktivierung von Proteasen. Diese führt zu einer vermehrten Einlagerung von Wasser und einer Reorganisation und relativen Verminderung der Kollagenfibrillen.